# Pachyschelus sumatraensis
Pachyschelus sumatraensis es una especie de escarabajo joya del género Pachyschelus, familia Buprestidae. Fue descrita científicamente por Fisher en 1926.